# Wingenbach
Wingenbach ist eine Hofschaft  von Wipperfürth im Oberbergischen Kreis im Regierungsbezirk Köln in Nordrhein-Westfalen (Deutschland).

## Lage und Beschreibung
Die Ortschaft gehört zum Ortsteil Agathaberg, liegt auf einer Höhe von 342 m ü. NN und hat acht Einwohner (Stand: 2005). Nachbarorte sind Hintermühle, Vordermühle, Berrenberg, Dellweg und Hahnenberg.
Der Wingenbacher Siefen entspringt in Wingenbach und mündet in Vordermühle in die Lindlarer Sülz.
Politisch wird der Ort durch den Direktkandidaten des Wahlbezirks 14.2 (142) Dohrgaul im Rat der Stadt Wipperfürth vertreten.

## Geschichte
In der Topographischen Aufnahme der Rheinlande von 1825 ist der Ort Wingenbach eingezeichnet. Die Ortsbezeichnung darin lautet Wingenbek. Der große Fachwerk-Hof Wingenbach 1 aus dem Jahr 1870 ist ein eingetragenes Baudenkmal der Stadt Wipperfürth.

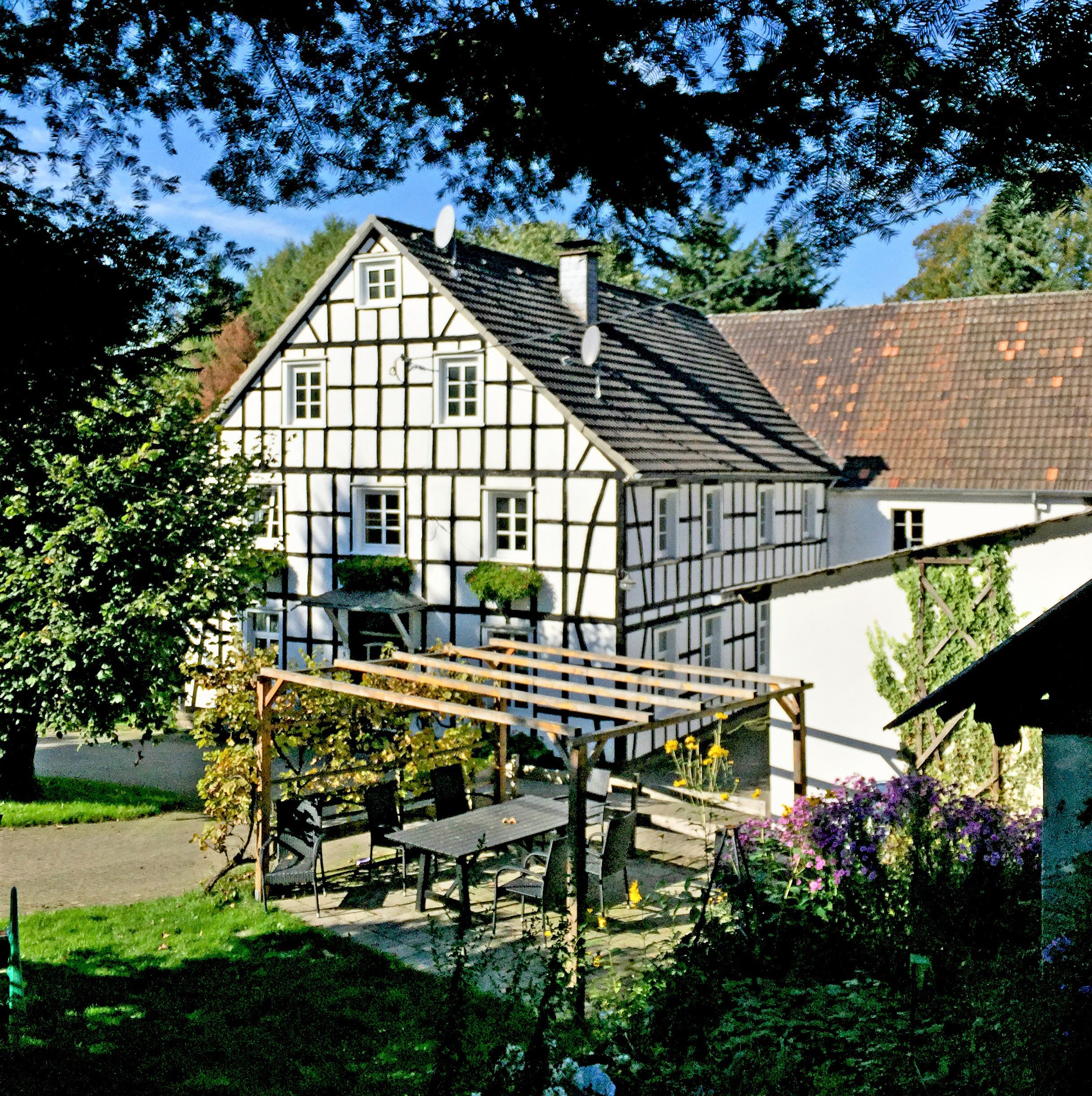
Baudenkmal Wingenbach 1

## Busverbindungen
Haltestelle Vordermühle oder Dohrgaul:
- 333 Wipperfürth – Dohrgaul – Frielingsdorf – Engelskirchen Bf. (OVAG, Mo–So, kein Abend- und Nachtverkehr)